# Dilan Yeşilgöz
Dilan Yeşilgöz (Ankara, 18 juni 1977) is een Nederlandse politica van Turks-Koerdische afkomst. Sinds 14 augustus 2023 is zij politiek leider van de Volkspartij voor Vrijheid en Democratie (VVD) en sinds 6 december 2023 is zij voorzitter van de VVD-fractie in de Tweede Kamer. Eerder was zij van 2021 tot 2022 staatssecretaris van Economische Zaken en Klimaat en van 2022 tot 2024 minister van Justitie en Veiligheid.

## Levensloop

### Familie
In 1984 kwam Yeşilgöz met haar moeder en zusje naar Nederland, nadat haar vader, de Turkse mensenrechtenactivist Yücel Yeşilgöz, drie jaar eerder Turkije als politiek vluchteling had verlaten vanwege zijn vakbonds- en andere politiek getinte activiteiten. Hij behoorde tot de Koerdisch-alevitische minderheid in Turkije. Haar moeder Fatma Özgümüs was directeur van Vluchtelingen Organisaties Nederland (VON).

### Jeugd, opleiding en gemeenteraadslid
Na het volgen van een vwo-opleiding aan het Vallei College in Amersfoort tussen 1991 en 1997, studeerde zij sociaal-culturele wetenschappen aan de Vrije Universiteit Amsterdam waar zij in 2003 haar doctoraal behaalde in Cultuur, Organisatie en Management. Vanaf circa 1999 was ze lid van de Socialistische Partij. In 2004 was ze bestuurslid van de afdeling Amersfoort van deze partij en onder meer actief tegen het landelijk asielbeleid van minister Rita Verdonk. Zo was zij in Amersfoort de organisator van een demonstratie onder de noemer 'Van Harte Pardon'. Tijdens haar lidmaatschap voor de SP schreef ze twee artikelen voor Lava, het ledenblad van de Jonge Socialisten in de PvdA. Later werkte ze als vrijwilliger in een callcenter van GroenLinks.
In 2006 trad ze in dienst bij de gemeente Amsterdam en verhuisde ze naar deze stad. Yeşilgöz was bestuursadviseur veiligheid en zorg van het college van burgemeester en wethouders en werkte voor wethouder Marijke Vos. In 2009 meldde ze zich aan als lid van de VVD en eind 2010 werd ze lid van het bestuur van de afdeling Amsterdam. Yeşilgöz zat van 2014 tot 2017 voor de VVD in de gemeenteraad van Amsterdam. Daarnaast was zij adviseur en trainer bij BureauDNW dat topbestuurders ondersteunde bij hun werkzaamheden. In 2015 was Yeşilgöz commentator voor Studio PowNed van omroep PowNed. 
Als raadslid zette Yeşilgöz zich in voor het aanpakken en strafbaar stellen van straatintimidatie van vrouwen en lhbt'ers. Zij maakte daar in de gemeenteraad drie jaar lang werk van, maar steeds werden voorstellen door een meerderheid afgewezen. Bij de Tweede Kamerverkiezingen 2017 werd ze gekozen in het parlement. Bij haar vertrek prees toenmalig burgemeester Eberhard van der Laan haar vasthoudendheid. Hij noemde het zijn afscheidscadeau aan Yeşilgöz dat er in Amsterdam een integrale aanpak van straatintimidatie zou komen, op basis van een voorstel dat zij toen met raadslid Marijke Shashavari (CDA) had ingediend. Eerder had hij dit voorstel ontraden, omdat het praktisch niet uitvoerbaar zou zijn. Een meerderheid van de gemeenteraad stemde toch in met dit voorstel. De Volkskrant typeerde in februari 2017 Yeşilgöz door haar vasthoudendheid als een "Pitbull met empathie".

### Tweede Kamerlid
Vanaf oktober 2017, sinds het aantreden van het kabinet-Rutte III, was Yeşilgöz woordvoerder klimaat, energie en gaswinning. Hier hield zij zich bezig met het klimaatakkoord en de Klimaatwet. Ook zette zij als woordvoerder energie, samen met fractievoorzitter Klaas Dijkhoff, namens de VVD kernenergie weer op de agenda. 
Sinds september 2019 was zij woordvoerder justitie en veiligheid. Yeşilgöz hield zich bezig met onder andere de aanpak van georganiseerde misdaad en de aanpak van terrorisme. Ze diende moties in om de kroongetuigenregeling te moderniseren, bedreigde advocaten en journalisten beter te beschermen en 'haatimams' te weren in de Schengen-zone. Ook pleitte ze voor het bewapenen van handhavers die hiervoor bevoegd en bekwaam zijn en voor bodycams en tasers voor politieagenten.
In oktober 2019 pleitte Yeşilgöz voor een verbod op 'single shots' en zware vuurpijlen in de categorie F2, voor de veiligheid van politiemensen en hulpverleners. Hierover ontstond ophef binnen de partij. Kort daarop bleek dat haar standpunt niet werd gedeeld door een meerderheid van de VVD-fractie. Drie maanden later ging de VVD-fractie toch akkoord met haar voorstel om alleen nog siervuurwerk toe te staan.
Yeşilgöz werd medio oktober 2019 het middelpunt van een heftig meningsverschil tussen de vier coalitiepartijen van het kabinet-Rutte III door vast te houden aan het VVD-uitgangspunt dat Nederlandse 
IS'ers die in Syrië door de Koerden in kampen gevangen werden gehouden ter plaatse dienden te worden berecht. Wat haar betreft zouden de terrorisme-verdachten niet naar Nederland teruggehaald moeten worden. Hiermee ging zij met name tegen de wens van regeringspartijen D66 en ChristenUnie in, die voorstander waren van terughalen van de IS-vrouwen en hun kinderen en berechten in Nederland.
Bij de Tweede Kamerverkiezingen van 2021 stond zij vijfde op de VVD-kandidatenlijst. Zij begon als woordvoerder ontwikkelingssamenwerking, emancipatie en media. Als woordvoerder emancipatie maakte ze zich hard voor een effectieve aanpak van antisemitisme. Ze diende, samen met Gert-Jan Segers van de ChristenUnie, hier een initiatiefnota over in. Deze werd in 2020 aangenomen.

### Staatssecretaris
Op 25 mei 2021 werd Yeşilgöz benoemd tot staatssecretaris van economische zaken en klimaat in het demissionaire kabinet-Rutte III. Vanwege de demissionaire status van het kabinet behielden zij en haar collega's Steven van Weyenberg en Dennis Wiersma aanvankelijk hun Tweede Kamerzetel. De Raad van State achtte dit niet in strijd met de Grondwet, maar vond het wel "ongelukkig". Hierna gaven Yeşilgöz en de twee andere staatssecretarissen alsnog hun zetel op. Als staatssecretaris nam ze een deel van het takenpakket op zich van minister Bas van 't Wout, die voor een periode van ten minste drie maanden was teruggetreden vanwege een burn-out. Ze werd belast met de portefeuille klimaat en energie.

### Minister
Op 10 januari 2022 werd Yeşilgöz beëdigd als minister van Justitie en Veiligheid in kabinet-Rutte IV. Ze werd daarmee de opvolger van Ferdinand Grapperhaus en de eerste Nederlandse minister van Justitie zonder meestertitel.  
Op 12 september 2022 sprak ze de jaarlijkse HJ Schoo-lezing uit, getiteld: "Doen wat nodig is om onze democratische rechtsstaat te beschermen". Ze sprak zich uit tegen woke en wappies en zei dat de Nederlandse rechtsstaat onder druk staat.
Op 7 juli 2023 viel het kabinet uit elkaar door onenigheid over de hervorming van de immigratiewetgeving, waardoor in november 2023 vervroegde verkiezingen werden gehouden.
In juni 2024 dienden oppositiepartijen een motie van afkeuring en een motie van wantrouwen in tegen demissionair minister Yeşilgöz omdat ze na de val van het kabinet had beweerd dat de opeenvolgende gezinsherenigingen resulteerden in duizenden extra asielzoekers per jaar. Het werkelijke aantal bleek later in de tientallen per jaar te liggen. Geen van beide moties kreeg een meerderheid.
Op 2 juli 2024, bij het beëdigen van kabinet-Schoof, werd Yeşilgöz opgevolgd door partijgenoot David van Weel.

### Partijleider
Op 12 juli 2023, enkele dagen na de val van het kabinet-Rutte IV, stelde Yeşilgöz zich kandidaat om de vertrekkende Mark Rutte op te volgen als politiek leider van de VVD. Op 14 augustus dat jaar werd Yeşilgöz lijsttrekker van de VVD voor de Tweede Kamerverkiezingen 2023. Toen in juli VVD-Tweede Kamerlid Ruben Brekelmans in Elseviers Weekblad zei dat regeren met de PVV van Geert Wilders voor de VVD geen taboe meer was, floot Yeşilgöz hem niet terug. Daarmee zette zij de deur op een kier voor samenwerking in het kabinet met Wilders.
De VVD viel onder Yeşilgöz bij de Kamerverkiezingen van 22 november 2023 terug van 34 naar 24 zetels. Yeşilgöz, die de ambitie had premier van Nederland te worden, zei daags na deze verkiezingen alleen gedoogsteun te willen geven aan een kabinet onder leiding van de PVV, die de grootste partij geworden was. Er volgde een formatie waarin ze terugkwam op haar besluit en alsnog besloot in een kabinet met de PVV te stappen, samen met NSC en BBB. Op 16 mei sloten de vier partijen een hoofdlijnenakkoord. Op 2 juli werd het kabinet-Schoof beëdigd door koning Willem-Alexander.
Yeşilgöz keerde niet terug als minister. Sinds 6 december 2023 is ze weer lid van de Tweede Kamer, waar ze voorzitter werd van de VVD-fractie. Voor de Tweede Kamerverkiezingen van oktober 2025 werd ze door de VVD aangesteld als lijsttrekker.

## Privéleven
Yeşilgöz is getrouwd. Sinds haar huwelijk in 2014 voert ze als huwelijksnaam de familienaam van haar man (Zegerius) achter haar geboortenaam. Hoewel ze een dubbele nationaliteit heeft, beschouwt ze zichzelf Nederlands en niet Turks. In het televisieprogramma College Tour vertelde ze in september 2023 dat ze nooit een Turks paspoort heeft gehad en dat ze pas sinds een jaar wist dat ze nog de Turkse nationaliteit heeft. Zij heeft met die wetenschap volgens eigen zeggen formeel afstand gedaan van deze nationaliteit, maar dat was op het moment van het interview (nog) niet toegekend door de Turkse overheid.